# Медична школа Університетського коледжу Лондона
Медична школа УКЛ є медичною школою Університетського коледжу Лондона (УКЛ) і розташована в Лондоні, Велика Британія. Школа пропонує широкий спектр програм для здобуття вищої освіти та післядипломної медичної освіти, а також має науково-дослідний підрозділ з медичної освіти та відділ консультацій з питань освіти.
УКЛ пропонує освіту в галузі медицини з 1834 року. Медичну школу, сформовану і названу станом на тепер, створено 2008 року, після злиття медичної школи УКЛШ з медичною школою Міддлсекського шпиталю (1987 року) та медичною школою Королівської вільної лікарні (1998 року).
Клінічне викладання Школи здебільшого проводиться в лікарні Університетського коледжу, Королівській вільній лікарні та лікарні Віттінґтона, а також на базі інших навчальних лікарень, зокрема стоматологічної лікарні Істмена, лікарні на Грейт-Ормонд-стріт, очної клініки Мурфілдс, Національної лікарні неврології та нейрохірургії та Королівської національної лікарні горла, носа і вуха, Королівської національної ортопедичної лікарні і університетської лікарні Лутона і Данстейбла.
Наразі школа посідає 4-те місце у Великій Британії згідно з Complete University Guide 2016, 3-тє - згідно з Guardian University Guide 2016, і 10-те у світі за Рейтингом найкращих університетів світу (QS World University Rankings).

## Історія

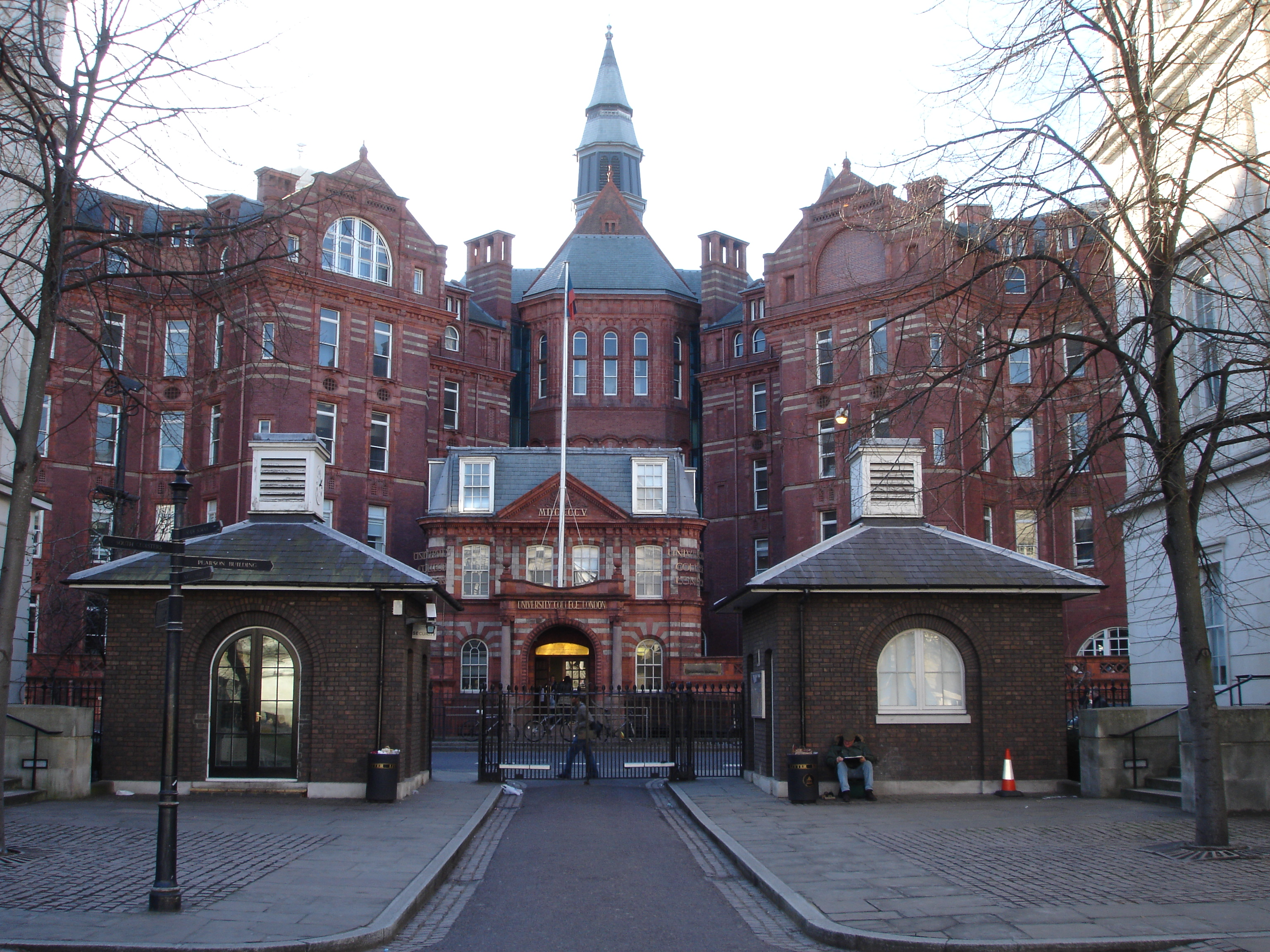
Будівля хрестоподібної форми на вулиця Ґавер (Лондон), де розташовані доклінічні приміщення медичної школи УКЛ; раніше це була головна будівля Лікарня університетського коледжу

Медична школа УКЛ сформувалася протягом декількох років шляхом злиття низки установ:
- Лікарня Міддлсекса відкрилася в місті Фітцровія 1745 року і навчала лікарів з 1746 року, коли студенти «обходили палати».
- Лікарня Університетського коледжу[en] відкрилася 1834 року як лікарня Північного Лондона, з метою надати новоствореному тоді Університетському коледжу Лондона лікарню для підготовки студентів-медиків. Це відбулось після відмови губернаторів Міддлсекської лікарні від спільного користування приміщеннями.

1987 року Міддлсекський шпиталь та лікарня Університетського коледжу об'єднали свої медичні школи, сформувавши Університетський коледж та Школу медицини Міддлсекса (UCMSM).
- 1874 року Софія Джекс-Блейк заснувала Лондонську школу медицини для жінок[en], як першу у Великій Британії медичну школу для навчання жінок. 1877 року Королівська вільна лікарня погодилася дозволити студенткам з ЛШМЖ завершити свої клінічні студії там, а вже до 1896 року її перейменували на Лондонську Королівську безкоштовну школу медицини для жінок і тоді вона стала частиною Лондонського університету.

1998 року сформовано Королівську вільну медичну школу та Медичну школу університетського коледжу (RFUCMS) шляхом злиття двох медичних шкіл. 1 жовтня 2008 року її офіційно перейменували на Медичну школу УКЛ.
Як визнання історичних витоків Медичної школи УКЛ, його студентське товариство зберегло назву «RUMS» (Royal Free, University College and Middlesex Medical Students Society) і провадить клуби та товариства у Спілці Університетського коледжу Лондона.

## Викладання

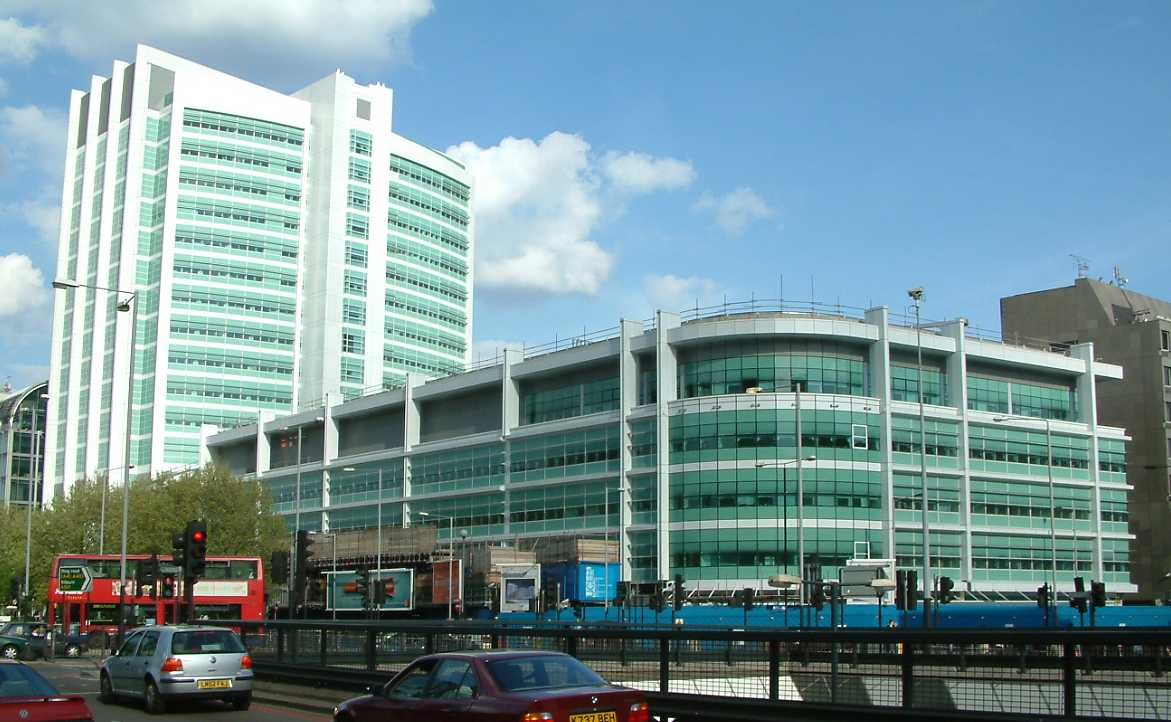
Теперішня головна будівля лікарня Університетського коледжу на Юстон Роуд, яка відкрилась 2005 року

Медична школа щорічно приймає 330 студентів та є однією з найбільших у країні. Бакалаврське навчання проводиться у трьох кампусах, розташованих в Блумсбері (включаючи лікарню Університетського коледжу), в Арквей (зокрема лікарні Віттінґтон) і в Гампстеді (в тому числі Королівською вільною лікарнею).
Навчання відбувається в деяких найкращих клінічних центрах країни, зокрема: лікарні на Грейт-Ормонд-стріт, Національній лікарні неврології та нейрохірургії (на Queen's Square), очній клініці Мурфілдс, клініці серця, Королівській національній ортопедичній лікарні та Королівській національнай лікарні горла, носа і вуха.
Школу не лише вважають одним з найкращих медичних навчальних закладів країни (часто посідає 1–5 місце у внутрішніх рейтингах), але й одним з найкращих у світі; постійно входить до топ-10 рейтингу.
Після курсу медицини в УКЛ присвоюється ступінь бакалавра медицини і хірургії (MB BS) та бакалавра наук (з додатковою програмою) BSc (Hons), він є шестирічною інтегрованою програмою: 1-ий та 2-ий курси - основи клінічної науки; 3-й курс - інтегрований курс на ступінь бакалавра наук; 4-й курс - комплексна клінічна допомога; 5-й курс - життєвий цикл та практика спеціалістів і 6-ий курс - підготовка до лікарської практики. УКЛ пропонує широкий спектр інтегрованих курсів на ступінь бакалавра наук, починаючи від традиційних предметів, таких як анатомія, фізіологія та біохімія, до більш клінічних курсів, таких як первинна медична практика.
Починаючи з 1994 року, існує також можливість вступити на докторантуру, як частина інтегрованої програми на ступінь доктора медицини і філософії (на основі успішних програм для здобуття ступеню доктора медицини і філософії, що поширені в США). УКЛ також використовує Програму обміну бакалаврів медицини і хірургії Оксфорду, де щороку невелика кількість студентів з Оксфордської медичної школи може перейти на завершення клінічної підготовки в УКЛ.

## Вступ
Вступний конкурс до медичної школи, як і у всіх інших 32-ох медичних школах Великої Британії, є надзвичайно високим. Медична школа отримує приблизно 2500 заявок щорічно (понад 2700 заявок на вступ 2018 року), з яких до інтерв'ю відбирається до 700 заявників. Близько 450 заявок подається на 322 місця. Абітурієнти повинні подавати заявку в Комісію прийому до університетів і коледжів (UCAS).
Станом на 2015 рік, обов'язкові умови для вступу включали оцінки A*AA рівня A іспиту в сертифікаті про повну середню освіту, принаймні з хімії та біології, а також додатковий залік рівня AS. Це було суттєвою зміною, оскільки раніше університет хотів приймати три оцінки найвищого рівня А (ААА). Міжнародний бакалаврат (повний диплом), хоч і менш поширений, також є прийнятною для вступу кваліфікацією. Курс також відкритий для випускників з дотриманням мінімального співвідношення класифікації академічного ступеню 2:1. Крім того, заявники повинні скласти вступний іспит, біо-медичний вступний тест (BMAT), який разом з рештою заявки в Комісію прийому до університетів і коледжів  використовується для прийняття рішення щодо відбору на співбесіду.

## Партнерські лікарні та науково-дослідні інститути
Медична школа УКЛ співпрацює з такими лікарнями:
- Лікарня Університетського коледжу[en]
- Королівська вільна лікарня[en]
- Лікарня Віттінґтона[en]
- Стоматологічна лікарня Істмен[en]
- Лікарня на Грейт-Ормонд-стріт[en]
- Серцева лікарня[en]
- Очна клініка Мурфілдс[en]
- Національна лікарня неврології та нейрохірургії
- Королівська національна лікарня горла, носа і вуха[en]
- Королівська національна ортопедична лікарня[en]

|                               |
| Лікарня на Грейт-Ормонд-стріт |

|                            |
| Королівська вільна лікарня |

|                               |
| Стоматологічна лікарня Істмен |

|                       |
| Очна клініка Мурфілдс |

|                                                 |
| Національна лікарня неврології та нейрохірургії |

### Науково-дослідні інститути
Партнерами Медичної школи УКЛ є такі науково-дослідні інститути:
- Інститут раку УКЛ
- Інститут вуха УКЛ[en]
- Стоматологічний інститут Істмена УКЛ[en]
- Інститут здоров'я дитини УКЛ[en]
- Інститут неврології УКЛ[en]
- Інститут ядерної медицини УКЛ
- Інститут офтальмології УКЛ[en]
- Інститут неврології УКЛ[en]
- Інститут ортопедії і опорно-рухового апарату УКЛ
- Інститут біомедичних досліджень УКЛ Вольфсон[en] при УКЛ
- Національний інститут медичних досліджень[en] (NIMR)

Медична школа УКЛ є частиною факультету медичних наук УКЛ, разом з відділенням медицини, відділенням інфекції та імунітету, відділенням хірургії та інтервенційної науки, інститутом раку УКЛ, інститутом стоматології Істмен УКЛ та Інститутом біомедичних досліджень УКЛ Вольфсон. Факультет медичних наук УКЛ є одним з чотирьох факультетів Школи життя та медичних наук УКЛ.

## Рейтинг
2014/15 року, згідно з Рейтингом найкращих університетів світу QS за дисципліну УКЛ посіла 10-те місце у світі (і 5-те місце в Європі) за медицину.
2014 року в академічному рейтингу світових університетів за дисциплінами УКЛ посіла 17-те місце у світі (і 4-те місце в Європі) за клінічну медицину та фармацію.
У вітчизняних рейтингах з медицини УКЛ займала 2-ге місце в рейтингу Complete University Guide 2015 року, 4-те місце в рейтингу Guardian University Guide 2014 року, і 4-те у рейтингу Times and Sunday Times League Table 2014 року.

## Студентські товариства
Усі студенти медичної школи УКЛ також є членами Асоціації студентів медичних закладів Королівської вільної лікарні, Університетського коледжу та Міддлсексу (RUMS MSA) - організації під керівництвом студентів, незалежної від медичної школи УКЛ. Бувши сформована 1998 року шляхом злиття трьох учбових медичних шкіл, RUMS має поважне і славне минуле. Її попередник, медичне товариство Міддлсекського шпиталю, сформоване 1774 року, вважається найстарішим студентським товариством в Англії. З моменту створення в 1998 році, RUMS постійно розвивається, і тепер проводить соціальні заходи, має спортивні команди, товариства, надає соціальні послуги та представляє інтереси близько 1200 студентів-медиків у медичній школі УКЛ.
2011 року створено Медичне товариство UCLU, окремо від RUMS MSA, для надання консультацій з питань кар'єри та наставництва студентів-медиків, а також заходів за спеціальністю. Ці заходи можуть організовуватись централізовано або різними підрозділами чи "секціями" в межах товариства, від медичних спеціальностей, таких як педіатрія або загальна практика, і до медичного керівництва та управління, а також глобального здоров'я. З 2012 року, однією з найпопулярніших секцій медичного товариства UCLU стала UCLU Med Soc Education, яка організовує навчальні заходи peer-to-peer та near-peer, що проводять одні студенти-медики для інших. Новизна цієї секції полягає у співпраці з викладачами медичної школи, для того щоб забезпечити якість та достовірність матеріалу, який створюють студенти, та запропонованого викладання, яке проводять студенти.

## Видатні випускники
Серед видатних випускників медичної школи УКЛ та її попередніх установ:
- Жозефін Барнс[en] відстоювала питання жіночого здоров'я впродовж всієї своєї знаменитої кар'єри. 1979 року стала першою жінкою-президентом Британської медичної асоціації[en]
- Діана Бек - 1947 року стала першою жінкою, що почесно очолила персонал Міддлсекського шпиталю, і вважається першою жінкою-нейрохірургом у світі
- Чарльз Болтон[en], призначений командувачем ордена Британської імперії (CBE)
- Джозеф Лістер - піонер антисептичної хірургії, який після отримання бакалавра від УКЛ, готувався в UCLH і здобув кілька золотих медалей, коли працював там[19]
- Джон Боулбі, піонер теорії прив'язності
- Майкл Браун[en], колишній лікар Королеви[en]
- Вальтер Карр[en]
- Г. Маріус Клор[en], член Національної академії наук США, молекулярний біофізик і структурний біолог, відомий своєю фундаментальною працею з визначення тривимірної структури білка і нуклеїнової кислоти за допомогою багатовимірної спектроскопії ЯМР[20]
- Арчі Кокрейн, лікар, який був піонером рандомізованих контрольованих досліджень і на честь якого названа бібліотека Кокрейна[en].
- Леслі Кольєр[en], вірусолог, який допомагав створити першу термостабільну вакцину проти віспи, що в кінцевому підсумку призвело до ліквідації хвороби[21]
- Мілдред Крік[en], дитяча лікарка-психіатр
- Джейн Дакр[en], президент Королівського медичного інституту[en] (2014 – дотепер), лише третя жінка-президент за його майже 500-річну історію[22][23]
- Дебора Доньяк[en], провідний фахівець з автоімунних захворювань[24]
- Джеремі Фаррар[en], директор Wellcome Trust
- Вільям Генрі Флавер, порівняльний анатом і другий директор Музею природознавства
- Ева Фроммер[en], наукова співробітниця Королівського коледжу психіатрів, дитячий психіатр і піонерка напрямку арт-терапії у лікарні, для дітей.
- Клер Ґерада[en], колишня голова Королівського коледжу лікарів загальної практики[en] (2010 – 2013), перша жінка-голова упродовж 50-ти років[25][26][27]
- Бен Ґолдакр, академік і письменник-науковець
- Майкл Ґолдакр[en], професор здоров'я населення Оксфордського університету
- Венді Ґрінґросс[en] (1925–2012), лікарка загальної практики та телеведуча[28]
- Джилліан Гансон[en], фахівець з інтенсивної терапії
- Аніта Гардінґ[en], невропатологиня, яка є співавторкою першої науковою праці, у якій ідентифіковано патогенну мутацію мітохондріальної ДНК в людському захворюванні (у синдромі Кірна-Сайра[en])
- Ґвен Гілтон, головна фігура в кампанії за дозвіл студенткам вступати до медичної школи лікарні Університетського коледжу в 1920 році. Продовжила створення першого відділення променевої терапії в лікарні Університетського коледжу[en]
- Віктор Горслі[en], нейрохірург-новатор
- Аллан Октавіан Юм, один із засновників Індійського національного конгресу[29]
- Дональд Джеффріс[en], провідний експерт з питань ВІЛ[30]
- Крістіан Джессен[en], телеведучий
- Нік Лейн, біохімік і письменник
- Томас Льюїс[en], кардіолог, був призначений кавалером Ордена Британської імперії, а також посвяченим у лицарі.
- Калман Манн[en], 8-й генеральний директор Медичної організації Хадассах[en][31]
- Генрі Марш, нейрохірург, був призначений кавалером Ордена Британської імперії[32]
- Артур Мартін-Лік[en], солдат, який отримав і Хрест Вікторії, і Medal bar[en].
- Клер Маркс[en], перша жінка-президент, обрана в Королівському коледжі хірургів Англії[en] (2014-дотепер)
- Рамані Мунесінґх[en], консультант в галузі анестетичних засобів і реаніматології та асоційований національний клінічний директор з планової медичної допомоги у Національній службі охорони здоров'я Англії[en]
- Майкл Мозлі[en], тележурналіст і ведучий
- Кетрін Ніл[en], кардіолог педіатрії у лікарні Джонса Гопкінса
- Г'ю Овен Томас[en], батько ортопедичної хірургії у Великій Британії
- Філіп Рендл[en], цикл Рендла[en] названий на його честь
- Бернард Рібейро, барон Рібейро[en], колишній президент Королівського коледжу хірургів Англії[en] (2005 – 2008). Пожиттєвий пер Палати лордів з 2010 року.
- Сідней Рінгер, британський клініцист, фізіолог і фармаколог, найбільш відомий винаходом розчину Рінгера.
- Вільям Скорсбі Роутледж, етнограф
- Розмарі Рю[en]
- Марія Патрісія Шеперд[en], торакальний хірург
- Елізабет Джоан Стоукс[en], клінічна бактеріологиня
- Едвард Трічер Коллінз[en], офтальмолог, вперше описав синдром Трічера-Коллінза
- Доусон Тернер[en], гравець міжнародної спілки регбі, представляв Англію (1871 – 1875).
- Маргарет Тернер-Ворвік[en], перша жінка-президент, обрана в Королівському медичному коледжі[en] (1989-1992)
- Альбертін Віннер[en], лікарка і медична адміністраторка
- Р. А. Янґ[en]